# Wartenfels-Klasse

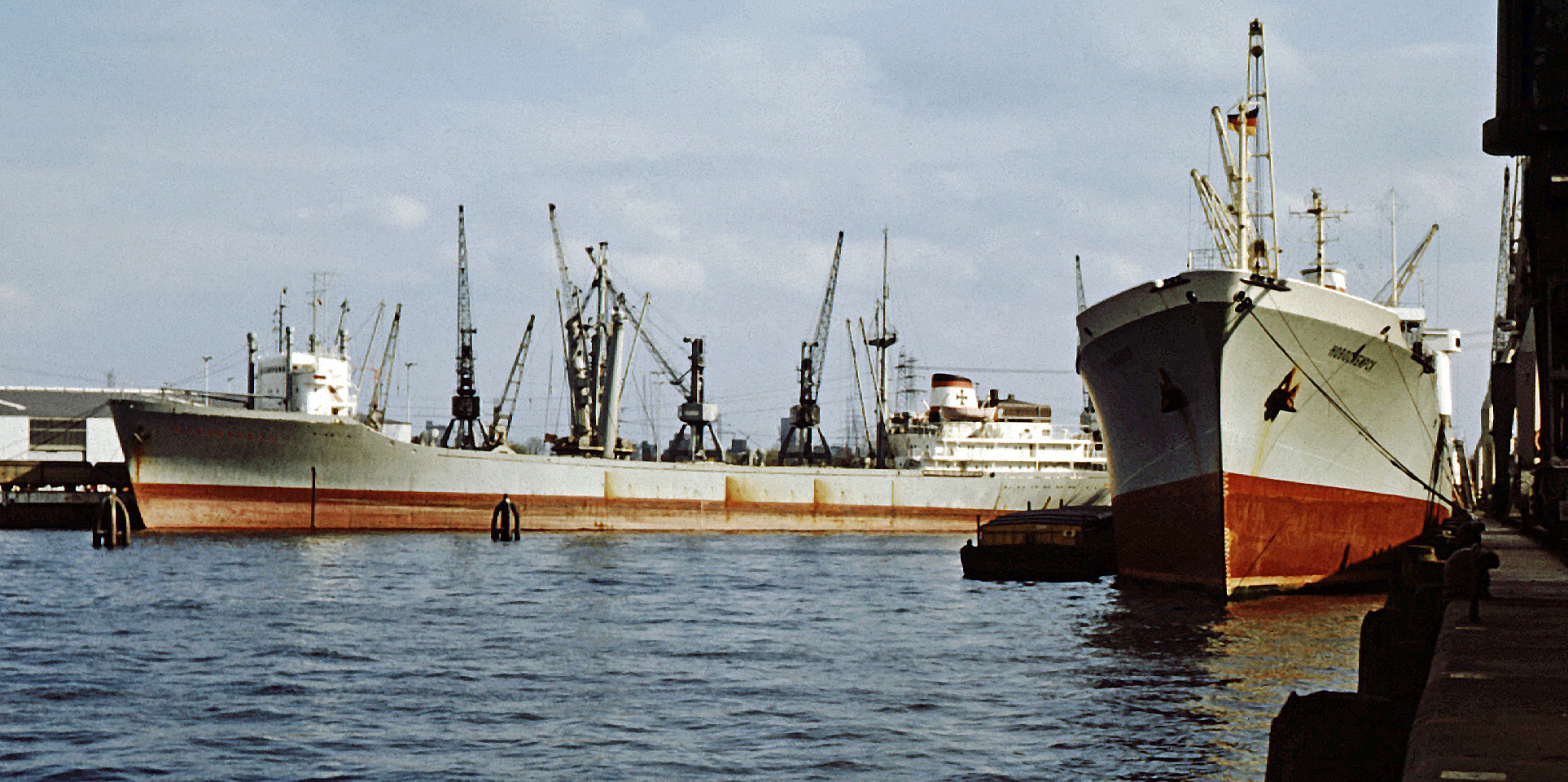
Wasserfels 1973 in Hamburg

Die als Wartenfels-Klasse oder W-Klasse bezeichnete Schiffsklasse, beziehungsweise als Typ W benannter Schiffstyp, ist eine Baureihe von sieben Frachtschiffen der Bremer Reederei DDG „Hansa“. Die Schwergutschiffe der W-Klasse waren eine Weiterentwicklung der 1957/58 gebauten Schwarzenfels-Klasse.

## Geschichte
Die aus der Schwarzenfels-Klasse entwickelten Schwergutschiffe des Typs W, die die Bremer Reederei bei der Hamburger Werft H. C. Stülcken Sohn und der AG Weser in Bremen bzw. Bremerhaven (Werk Seebeck) bauen ließ, besaßen ein 130-Tonnen (Wartenfels), bzw. 150-Tonnen Stülcken-Schwergutgeschirr. Dies waren seinerzeit die weltweit leistungsfähigsten Schwergutgeschirre ihrer Art. Zusätzlich erhielten die Schiffe zwei seitlich an Deck fahrbare 5-Tonnen-Kräne. Alle Schiffen besaßen eine auffällig lange, für Brückendurchfahrten klappbare Stenge auf dem achteren Mast, um dem achteren Topplicht eine ausreichende Höhe über dem Schwergutbaum zu geben. Ab September 1961 erhielten die Rümpfe im Überwasserbereich und die Masten und Bäume einen grauen Farbanstrich. Alle Schiffe verfügten über eine automatisierte Maschinenanlage, die einen wachfreien Betrieb erlaubte. Trotzdem hielt die Reederei zunächst an der vierundzwanzigstündigen Maschinenraumwache fest.
Form und Silhouette wurden durch das mittschiffs angebrachte Stülcken-Schwergutgeschirr und den stromlinienförmige Brückenaufbau bestimmt, der ähnlich wie auf den US-amerikanischen „Great Lakes freighter“ (Große-Seen-Frachter) weit vorne, direkt hinter dem ersten Laderaum angeordnet war. Im vorderen Aufbau befanden sich die Wohnräumen der Offiziere, im achteren Aufbau die Maschine samt Einrichtungen für die Ingenieure, das Küchenpersonal und die zwölf Passagiere. Bemerkenswert ist, dass die Wartenfels mit rund 50 deutschen Seeleuten fuhr, während die restlichen sechs Schiffe der Baureihe mit 20 deutschen Besatzungsmitgliedern und 43 Laskaren (pakistanische Seeleute) betrieben wurden. Der Typ „W“ war die erste Schiffsklasse nach 1945, die wieder für den Einsatz von pakistanischen Besatzungen vorgesehen war.

## Bau
Nach der weitgehenden Lockerung der Schiffbaubeschränkungen des Potsdamer Abkommens baute die DDG „Hansa“ ab 1950 seine Frachtschiffsflotte erneut auf. Nach einem zehnjährigen Aufbau war die DDG-Flotte bereits wieder in nahezu allen alten Fahrtgebieten vertreten. Die DDG „Hansa“ gab die Schiffe bei der Bremer AG Weser und der Hamburger Werft H. C. Stülcken Sohn in Auftrag. Die Kiellegung des Typschiffs Wartenfels erfolgte am 2. Dezember 1959. Nach der Taufe am 23. Mai 1960 durch Ingrid Renner, der Tochter des Leitenden Ingenieurs der Wartenfels, erfolgte der Stapellauf und die Reederei konnte den Frachter am 12. August 1960 von der Werft übernehmen. Die folgenden Schwesterschiffe der Wartenfels waren in Details abgewandelt (stärkeres Schwergutgeschirr, geänderte Brückenaufbauten, größere Breite). Die Wartenfels-Klasse war bei ihrem Bau die schnellsten Frachter der DDG-Flotte. Die AG Weser baute insgesamt sechs Schiffe, ein weiteres lieferte die Stülckenwerft. Von den bei der AG Weser gebauten Schiffen kamen vier von der Bremer Hauptwerft (Werk „Weser“), zwei baute das Bremerhavener Werk Seebeck. Als letztes Schiff des Septetts wurde am 21. Juni 1963 die Wasserfels in Dienst gestellt.

## Einsatzzeit
Die DDG „Hansa“ setzte die Frachter in der weltweiten Stück- und Schwergutfahrt ein.

### Wartenfels
Die Wartenfels wurde im November 1960 an die Partenreederei MS „Wartenfels“ in Bremen übertragen. Sie kollidierte am 12. August 1961 auf dem Houston Ship Channel mit dem amerikanischen Tanker Ohio Sun. Schon am 24. Mai 1969 erfolgte der Verkauf an die singapurische Reederei Neptune Orient Lines, die sie als Neptune Topaz weiterbetrieb. 1979 baute man die Neptune Topaz zum Vollcontainerschiff mit einer Kapazität von 610 TEU um. Nach dem Umbau änderte sich die Vermessung auf 9844 BRT und 6263 NRT bei 13321 tdw. Der nächste Eigner wurde 1984 die Bara International Shipping Lines aus Bangkok. Sie setzte das Schiff bis zum Juli 1993 als Supanya ein. Danach fuhr das Schiff noch als Dragon Bangka, bis es am 12. Dezember 1995 zum Abbruch verkauft wurde und am 14. März 1996 die Abwrackwerften bei Alang erreichte. Die Verschrottung begann dort am 21. März.

### Weissenfels
Die Weissenfels, das zweite Schiff der Serie, wurde als einziges auf der Werft H. C. Stülcken Sohn in Hamburg gebaut. Sie war das letzte in den alten Farben der DDG gelieferte Schiff (Rumpf schwarz, Aufbauten weiß, Masten und Bäume in buff). Kurz nach der Wartenfels wird auch sie am 31. Juli 1969 an Neptune Orient Lines verkauft und in Neptune Zirkon umbenannt. Analog erfolgte 1979 auch der Umbau zum Vollcontainerschiff und der Verkauf an Bara International Shipping Lines im Jahr 1985. Dort war sie als Paithoon und ab Juli 1993 als Dragon Bintan in Fahrt. Am 18. Dezember 1995 erreichte das Schiff Alang, wo es am 23. Dezember auf den Strand gesetzt und verschrottet wurde.

### Werdenfels
Auf der Werdenfels ereignete sich am 10. März 1962 während der Belastungsprobe der Bäume auf der Bauwerft ein Unfall. Der Backbord-Ladepfosten des Stülcken-Schwergutgeschirrs brach beim Anheben der etwa 165 Tonnen schweren Probelast aufgrund eines Materialfehlers oberhalb des Windenhauses. Zwei Werftarbeiter kamen ums Leben, als sie aus den am Mast befindlichen Bedienungsgondeln geschleudert wurden. Ursache ist vermutlich eine Rissbildung infolge ungenügender Nachwärmung einer im Winter erstellten Schweißnaht, welche seinerzeit noch nicht durch Röntgen geprüft wurde.
Vom 25. März 1962 bis zum 8. Dezember 1962 fuhr daraufhin das Schiff statt mit zwei Schwergutbäumen mit vier konventionellen Kränen und wurde danach bei der AG Weser wieder mit einem 150 t Stülcken-Schwergutgeschirr ausgerüstet. Ab dem 6. Februar 1963 ging das Schiff erneut in Fahrt. Am 17. März 1972 veräußert die Hansa das Schiff an den Hongkong-chinesischen Eigner Yick Fung Shipping, der es als Dade betreibt und im folgenden Jahr an die China Ocean Shipping Company (COSCO) weitergibt. Auf einer Reise von Hamburg über Antwerpen nach Dalian kollidierte es am 3. Juni 1987 auf der Schelde mit der polnischen Kopalnia Sosnowiec, wurde bei Antwerpen auf Grund gesetzt und später geborgen. Der Abbruch erfolgte vermutlich 1992, es war aber noch bis 1995 im britischen Lloyd’s Register of Shipping und bis 1998/99 im chinesischen Register verzeichnet.

### Wachtfels
Auf der Wachtfels erstickten auf einer Atlantiküberfahrt am 9. Juni 1965 fünf Besatzungsmitglieder beim Reinigen eines Süßöltanks. Die Passagierkammern wurden später zur Unterbringung von 12 Kadetten umgebaut. Am 26. April 1972 kaufte Yick Fung Shipping & Enterprises auch die Wachtfels und lässt sie als Daning mit Heimathafen Mogadischu (Somalia) registrieren. Die Daning wurde 1974 ebenfalls an COSCO abgegeben. Nach einem Zwischenverkauf am 28. Dezember 1990 über Aylesford Ltd. in Gibraltar und Eckhardt Marine GmbH in Hamburg ging das Schiff an das indische Schiffsabbruchunternehmen Ghasiram Gokalchand Ship Breaking Yard in Bombay und traf am 2. Januar 1991 in Alang zur Verschrottung ein.

### Wildenfels
Die Wildenfels wurde am 30. Dezember 1977 an die Hansa-Linie G.m.b.H. verkauft, am 9. Januar 1978 an die chinesische Reederei Nan Yang Shipping in Macao weitergegeben und in Da Jin Chuan umgetauft. Noch 1978 erwarb COSCO in Peking auch dieses Schiff. 1984 wurde es auf die zur COSCO gehörende Guangzhou Ocean Shipping übertragen und 1992/93 im Lloyd’s-Register-Nachtrag als abgebrochen gemeldet.

### Wallenfels
Das Schiff wurde im November 1969 zum Ausbildungsschiff für 14 Kadetten umgebaut. Die Hälfte der Passagierunterkünfte der Wallenfels wurde für den Ausbildungsbetrieb mit Offizieranwärtern umgerüstet und die Passagiereinrichtungen dabei auf sechs Plätze verringert.
Die Wallenfels wurde am 30. Dezember 1977 an die Hansa-Linie G.m.b.H. verkauft, am 14. Januar 1978 an die chinesische Reederei Nan Yang Shipping in Macao weitergegeben und in Da Shi Qiao umgetauft. 1978 erwarb die COSCO das Schiff, 1984 wurde es auf die zur COSCO gehörende Guangzhou Ocean Shipping übertragen. Nach einem Zwischenverkauf am 22. Mai 1991 über Eckhardt Marine GmbH in Hamburg ging das Schiff an das Schiffsabbruchunternehmen Paragou Steels in Bhatiary in Chittagong (Bangladesch). Am 30. Mai 1991 traf es zum Abbruch auf den Abwrackwerften bei Chittagong ein. Die Verschrottung begann am 27. Juni 1991.

### Wasserfels
Die Wasserfels wurde zusammen mit der Wildenfels und der Wallenfels am 30. Dezember 1977 von der Hansa Linie G.m.b.H. in Bremen übernommen und am 6. Februar 1978 an Nan Yang Shipping verkauft, in Da Chang Zhen umbenannt und 1978 an COSCO weitergegeben. Am 13. Mai 1991 begann die Verschrottung des Schiffes auf den Abwrackwerften bei Chittagong.

## Die Schiffe
| Die Frachtmotorschiffe der Wartenfels-Klasse | Die Frachtmotorschiffe der Wartenfels-Klasse | Die Frachtmotorschiffe der Wartenfels-Klasse | Die Frachtmotorschiffe der Wartenfels-Klasse | Die Frachtmotorschiffe der Wartenfels-Klasse | Die Frachtmotorschiffe der Wartenfels-Klasse | Die Frachtmotorschiffe der Wartenfels-Klasse | Die Frachtmotorschiffe der Wartenfels-Klasse |
| -------------------------------------------- | -------------------------------------------- | -------------------------------------------- | -------------------------------------------- | -------------------------------------------- | -------------------------------------------- | -------------------------------------------- | -------------------------------------------- |
| Name                                         | Stapellauf                                   | Ablieferung                                  | Bauwerft / Baunummer                         | Vermessung                                   | Antrieb                                      | Verbleib                                     |                                              |
| Wartenfels                                   | 23. Mai 1960                                 | 12. August 1960                              | AG Weser, Werk Bremen / 1342                 | 9724 BRT                                     | 1 × MAN-Zweitakt-Dieselmotor                 | Abbruch ab 21. März 1996 bei Alang           |                                              |
| Weissenfels                                  | 30. März 1961                                | 8. August 1961                               | Stülcken-Werft, Hamburg / 903                | 9639 BRT                                     | 1 × MAN-Diesel                               | Abbruch ab 23. Dez. 1995 bei Alang           |                                              |
| Werdenfels                                   | 17. November 1961                            | 25. März 1962                                | AG Weser, Werk Bremen / 1345                 | 9718 BRT                                     | 1 × MAN-Dieselmotor                          | Ab 1998/99 nicht mehr registriert            |                                              |
| Wildenfels                                   | 7. Juni 1962 aufgeschwommen                  | 7. Juni 1962                                 | AG Weser, Werk Seebeck, Bremerhaven / 881    | 9717 BRT                                     | 1 × MAN-Dieselmotor                          | Abbruch 1992                                 |                                              |
| Wachtfels                                    | 26. April 1962 aufgeschwommen                | 2. August 1962                               | AG Weser, Werk Seebeck, Bremerhaven / 882    | 9717 BRT                                     | 1 × MAN-Dieselmotor                          | Abbruch ab 4. Januar 1991 bei Alang          |                                              |
| Wallenfels                                   | 2. Mai 1962                                  | 26. Oktober 1962                             | AG Weser, Werk Bremen / 1346                 | 9717 BRT                                     | 1 × MAN-Dieselmotor                          | Abbruch ab 27. Juni 1991 bei Chittagong      |                                              |
| Wasserfels                                   | 7. März 1963                                 | 21. Juni 1963                                | AG Weser, Werk Bremen / 1347                 | 9717 BRT                                     | 1 × MAN-Dieselmotor                          | Abbruch ab 13. Mai 1991 bei Chittagong       |                                              |